# Caenohalictus rimosiceps
Caenohalictus rimosiceps är en biart som först beskrevs av Alpheus Spring Packard 1869.  Caenohalictus rimosiceps ingår i släktet Caenohalictus och familjen vägbin. Inga underarter finns listade.